# Europs germari
Europs germari es una especie de coleóptero de la familia Monotomidae.

## Distribución geográfica
Habita en México.